# Тарасенкове
Тара́сенкове — село в Україні, у Оржицькій селищній громаді Лубенського району Полтавської області. Населення становить 640 осіб. До 2020 орган місцевого самоврядування — Золотухинська сільська рада. 

## Географія
Село Тарасенкове знаходиться за 3,5 км[куди?] від села Райозеро. По селу протікає пересихаючий струмок з загатою. В селі знаходяться два ставки. Є парк із багатим видовим різноманіттям дерев.

## Історія[1]
Поселення територіально сформувалося на початку ХХ сторіччя з двох хуторів: Сухо-Іржавець(Сухо-Іржавецький), або Косинщини(також відомий як хутір Косинського), який відносився до Остапівської земгромади Оржицької волості, і Тарасенків Золотухінської земгромади Денисівської волості.
Одна з перших письмових згадок про це поселення є в «Описі Київського намісництва» (1781 р.) в якому говориться, що Тарасенків - це козак, а в цьому хуторі на той час було три хати: дві - виборних козаків, одна - посполитих. Інший хутір, в якому налічувалося сім хат, належав значковому товаришу на прізвище Косинський. Відомостей про засновника хутора не віднайдено, але існують певні припущення його приналежності до українського козацтва, адже з кінця XVII ст. Гетьмани відзначали героїв- козаків Запорізького війська ординами за подвиги під час бойових дій, Які тоді називалися «значками». Звідси походить назва «значковий товариш», тобто козак-лицар, відважний герой війни, заслуженого відзначений українськими правителями. Гетьманський ордин, дарований козакові, назавжди закріпляв його статус і покращував матеріальний стан, адже «значкові товариші» прирівнювалися у правах з «військовими товаришами» (заслуженими козаками), але без права успадкування лицарської честі та військових маєтностей нащадками. В подальшому родина Косинського тримала й розбудовувала хутір багато років, і тільки події 1917 р. примусили його нащадків покинути ці землі.
На землях золотухінської громади був розташований раніше згадуваний хутір Тарасенків, а у балці посередині між Остапівкою та Мокроіржавецькими хуторами на відстані одного кілометра був розташований хутір Сухо-Іржавець (Косинщина). За даними 1859—1860 рр. Тарасенків-«хутор Владыческий- Тарасенка Івана Павловича(його нащадки мешкали ще в селі на початку ХХ сторіччя, а садиби збереглися до 60-х років)- 4 дворы, 15 душ, 56 десятин земли, одна ветряная мельница. Хутор Сухо-Иржавець владыческий — Косинського Зосима Васильевича- 13 дворов, 95 душ, 195 десятин земли». 
Ці два поселення поступово розростаються. В «Алфавитном указателе населенных мест Полтавской губернии» за 1910 р. подано такі відомості: «хутір Тарасенків при селі Золотухи Денисівської волості мав 9 господарств, з них 5 належали козакам, 4-привілейованим. Проживало 62 особи. Їм належало 188 десятин землі, в тому числі 166 десятин ріллі». Найбільш поширеними тут були родини Тарасенків, Норків, Петриків. 
Хутір Сух-Іржавець мав 33 двори, 171 жителів. Найбільшого поширення набули родини Коршунів і Телюків. Пан Косинський володів більш як стома десятинами землі, а також відбудував дуже добротний житловий будинок, в якому жив управляючий (сам Косинський мешкав у Лубнах), також були господарські приміщення, стайні для коней і корів.
В моторошному тридцять другому в радгоспний патронат була направлена група дітей- знедолені дочки та сини поламаних, розкуркулених людей з Харківщини: Михайло Іванович Ткаченко, Семен Іванович Мартиненко, Віктор Семенович Очкасов і дівчина Анюта(прізвище не збереглося). Молодь працювала на різних ділянках радгосптного виробництва та поповнила у подальшому ряди комсомольської організації. Послідовні дії радянської влади, спрямовані на вичавлюваня з селян усього істинного і святого, закінчилися для працьовитого, мирного і цілком безневинного народу справжньою трагедією. Чорний тридцять третій не тільки тіло виснажив, а й душу зламав, загнав у глуху пастку незатьмарений розум незбагненністю причини й самої можливості голодного жаху. Цей страх мав зробити селян слухняним знаряддям у руках влади, знищити навіть психологічну готовність до опору не лише соціально- економічній, а й національній політиці правлячого режиму. Зрештою, селян прагнули позбавити права давати оцінки владі як такій. На жаль, значною мірою це зробити вдалося. Холодна ватяна рука голоду доторкнулася і до наших сіл. Десятки загиблих, цілі родини… І серед них Боженко Ганна, Боженко Василь, Бура Оксана, Бура Галина, Бура Марія, Бура Оксана, Бурий Данило, Бурий Павло, Бурий Василь, Бурий Іван, Кислий Андрій та його дружина, Корнієнко Прокіп, Кривохижа Омелян, Кривохижа Марія, Кривохижа Василь, Кривохижа Антон, Кривохижа Марія, Кузьменко Лука, Кузьменко Іван, Новик Іван, Новик Олександра, Петрик Костянтин, Петрик Пріська, Петрик Марія, Петрик Григорій, Петрик Василь, Петрик Яків, Петрик Фанасій, Петрик Степан, Петрик Костянтин, Петрик Параскева, Петрик Уляна, Петрик Костянтин, Петрик Кузьма, Реута Тетяна, Реута Параска, Реута Андрій, Реута Параска, Рудник Петро, Самойленко Петро, Семененко Олександра, Сергієнко Явдоха, Сергієнко Ольга, Сергієнко Іван, Сергієнко Анастасія, Скороход Василь, Скороход Векла, Скороход Віра, Сушиць Дмитро та багато- багато інших. 
1933 р. на посаду директора радгоспу імені Молотова був призначений Іван Георгійович Піддубний(1905 р. н.), родом з Харківщини, член ВКП(б) з 1929 р. до призначення на Оржичинні працював заступником директора радгосту «ХТЗ». Так, в 1934 р. в радгоспі уже було 10 тракторів та 2 автомобіля. В тваринництві- 2541 голів свиней, 266 свиноматок, 42 корови, 80 коней. Його діяльність оцінювалась позитивно- радгосп був єдиним прибутковим господарством у Харківській області в 1936 р. Також за високі показники у вирощуванні свиней робітник радгоспу комсомолець Йосип Пепрович Реута(уродженець села Золотухи) був нагороджений орденом Трудового Червоного Прапора.
Спеціалістами радгоспу на той час були: К. Г. Пивоваров- помічник директора, А. С. Детюченко та Пісковий- зоотехніки, Н. Підгородецький та Гнідак- ветлікарі, Куцевол і Клименко- веттехніки(завфереми), ф. І. Босий — бухгалтер, П. П. Савран — старший рахівник, Іваницький — агроном, Забіяка — агроном, Кондратенко — голова робіткомо. В 1935 р. в країні розгортається стаханівський рух. Не стояли осторонь і працівники радгоспу. Першим удостоївся звання «стахановиць» тракторист Лука Григорович Босенко(1935 р.). В 1939—1940 рр. передовиками- стаханівцями стали Олексій Семенович Савлучинський, Андрій Панасович Буц, Іван Харитонович Норка(це звання він підтвердив в 1941 р. і був направлений у Москву учасником ВДНГ). Спеціалістом по зоотехніці після закінчення Хомутецького технікуму в 1935 р. стає Марія Давидівна Голік. Вона очолила колектив СТФ. Згодом, після закінчення Полтавської однорічної партійної школи, займає посаду секретаря партійної організації радгоспу(до 1938 р.). Потім-знову керівник свиноферма. Неспокійна душею, щира серцем, справедлива була ця жінка. Під час окупації у період Великої Вітчизняної війни Марія Давидівна перебувала у селі. Її декілька разів заарештовували, але відпускали: ніхто з жителів Тарасенкового не видав, що вона була комуністом і парторгом. На превеликий жаль, великої шкоди господарству завдали необґрунтовані репресії 1937—1938 рр. Безпідставно засуджено велику групу керівників і спеціалістів, серед яких П. П. Савран, Федір Граб та інші. Більшість працівників радгоспу були засуджені за пропаганду чи агітацію, яка полягає в заклику до повалення, підриву або послаблення радянської влади чи до вчинення контрреволюційних злочинів (54-2, 54-9), а також за розповсюдження, чи виготовлення, чи зберігання літератури подібного змісту. Після І. Г. Піддубного на посаді директора згадуються прізвища товариша Спартака, І. Ф. Горюна(лютий 1938 р.). Восени 1938 р. — Йосип Гнатович Лісовий. Через рік — Оникій Кирилович Лихацький (1894 р. н., член ВКП(б) з 1932 р.). В 1940 р. в радгоспі налічується 2482 голів свиней, 226 свиноматок, 57 корів, 158 голів молодняку ВРХ та 183 голів коней. Напередодні Другої світової війни в селі Тарасенкове була початкова школа, клуб, їдальня. В 1941 р. в радгоспі налічувалося 3,5 тис. голів свиней, 85 корів, 8 тракторів «Універсал», 3 комбайни «Комунар», 6 автомобілів, 11 господарських та 60 житлових будівель. Всі виробничі процеси в галузі тваринництва велися вручну.
В роки Другої світової війни радянська влада мобілізувала до лав Червоної армії із сіл Золотухинської сільської ради та Остапівки понад 300 чоловіків. Жінок, інвалідів й літніх людей примушено працювати на будівництві оборонних ліній. Меланія Олександрівна Рудник з Золотух була нагороджена Почесною Грамотою 24 Управління оборонного будівництва НКУ СРСР 31.01.1944 р., також вона відзначена медалями «Захисник Вітчизни» і «За доблесну працю у Великій Вітчизняній війні 1941—1945 років». Такою ж медаллю нагороджено і понад 50 мешканців Тарасенкового, Золотух і Остапівки.
В Тарасенковому під час окупації було створено громадське господарство «Діброва», керуючим якого був Іван Федорович Скрипник. В ньому працювали жінки, підлітки, військовополонені. За спогадами Лідії Андріївни Пантелей у селі було 11 полонених червоноармійців (відомі прізвища бійців Чирізова та Олександра Леня). Сама вона виконувала деякі доручення червоноармійців, а також ховала записки в таємних місцях: кому вони були призначені і їх зміст-невідомо. Само Іван Федорович Скрипник був дуже суровою людиною, любив дисципліну і порядок, але його поважали односельці за справедливість і повагу до людей. Він безпосередньо підпорядковувався німецькомому коменданту, який періодично приїздив до села. Перекладачкою була медсестра Віра Василівна(прізвище не збереглося). Іван Федорович дуже вміло використовував свої права та свій у плив на захист сельчан, вміло протидіяв поліцаям, серед яких були місцеві жителі Григорій Шульга, Федір Телюк, Микола Кужіль. Не раз рятував тих односельців, кого збиралися вивезти із села до Німеччини-відвозив німцям свиней, а назад зі станції повертався звільненими людьми. Повертався з юнаками і дівчатами-майбутьнім села! І якщо неймовірних фізичних поневірянь і душевних мук завдала селянам примусова праця на німецьких поневолювачів, то масове насильницьке вивезення молоді на каторжні роботи до Німеччини заганяло у глухий жорстокий кут: ховаючись від поліцаїв, молодь піддавала смертельній небезпеці своїх рідних і близьких людей. Багатьом краян з Тарасенкового, Золотух і Остапівки не вдалося уникнути цієї долі. Серед них В'ялков А. М., В'ялков О. І., Верпета О. С., Гончаров К. О., Грицун М. О., Каурова А. В., Кожушний М. І., Корнієнко П. А., Лях Д. П., Охріменко Г. А., Петрик М. І., Пихтін Г. Ф., Птіцен С. П., Реута М. Г., Семененко І. Н., Сергієнко І. К., Синящок О. Ф., Сідорова Г. К., Скрипка А. В., Скрипка В. С., Скпипка О. М., Черненко А. Х., Яковенко М. Я.(с. Тарасенкове).
Їх доля склалася по різному: загинули від виснажиння, хвороб та травматизму, повернулися після ретельних перевірок у радянських спецтаборах у 1945 р. в рідні села, залишилися жити й працювати на чужині. Більше сотні скалічених життів… Та їх могло бути значно більше, аби не свідомі патріотичні дії Івана Федоровича Скрипника. За спогадами, після закінчення війни він приїздив у Тарасенкове вже капітаном радянської армії. Односельці дуже прохали його залишитися і очолити радгосп, але Іван Федорович відмовися. Окуповані села провалилися у безпросвітні дні й ночі. Гітлерівці сподівалися підірвати єдність, волю й силу народу, його прагнення до організованого опору, але реалії окупаційного режиму змусили багатьох переосмислити як політику фашистської Німеччини, так і власну поведінку. Індивідуальні прояви непокори та партизанська боротьба в телу німецьких військ набула масового, всенародного характеру. Навіть ті, у кого віра в ідеали радянської влади була підірвана репресивною політикую сталінської тоталітарної системи, прагнули помсти гітлерівцям. Чимало імен героїв, полеглих у сутінках ворожого тилу з наших сіл, залишилися у забутті-звичайні люди, вклад яких у перемогу і донині через невідомість й невимірність не оцінений гідно. Вони знали, що йдуть на смерть. Знали-і йшли… Час відродження, воскресіння нашого краю-20 вересня звільнено Тарасенкове і Золотухи. Час, коли ми згадуємо поіменно полеглих, схиляємо чоло на знак вшанування тих, хто навіки залишився безіменним-схиляємо чоло в хвилину мовчання. Ще майже два роки, неймовірно довгих і не менш трагічних, триватиме ця війна, яка з наших юнаків та дівчат зробила справжніх героїв-рішучих, твердих, сміливих, впевнених у перемозі. Ім'я кавалера ордена Слави трьох ступенів Федора Яковича Тонкошкура також тісно пов'язене з селом Тарасенкове, в яке він у 1950 р. приїхав працювати в радгосп із Сумської області(народився с. Боброве, Лебединський район). Його фронтові дороги пролягли Прибалтикою. Саме в боях за її визволення командир кулеметної обслуги Федір Якович проявив зразки високої військової підготовки, мужність і відвагу при виконанні бойових завдань, умілі дії на полі бою, був удостоєний високих урядових нагород. Так само численними нагородами відзначені учасники війни, серед яких Федір Васильович Бурик, Василь Дмитрович Ворона, Петро Йосипович Бурий, Василь Петрович Грицун, Олександер Петрович Головін, Василь Іванович Кадесников, Іван Леонтійович Корж, Петро Тарасович Охріменко, Іван Микитович Дітняк, Миколо Андрійович Парамонов, Михайло Григорович Нестеренко, Михайло Данилович Демченко, Григорій Петрович Кузьменко, Григорій Олексійович Тарасенко, Григорій Дмитрович Литвиненко, Петро Панасович Пашко, Іван Павлович Реута, Іван Васильович Петрик, Василь Антонович Реута, Василь Андрійович П'ятак, Федір Васильович Зеленський, Василь Миколайович Верпета, Олександер Петрович Тищенко, Андрій Федорович Компанієць, Іван Макарович Дмитренко, Олександер Павлович Медведєв, Іван Семенович Матвієнко, Іван Іванович Литовченко, Іван Григорович Лалич та багато-багато інших. За мужність і відвагу, проявлену в боях, 134 одно сельця нагороджені орденами і медалями. Їх чисті долі-важкі, чесні, небагаті на перший погляд, але так щедро сповнені людськими надіями на краще майбутне. У вересні 1943 р. села Тарасенкове, Золотухи та Остапівка були звільнені від німецько-фашистських окупантів. І якби не всеохоплююче відчуття безмірного щастя від такого бажаного мирного життя, навряд чи витримали б односельці те пекло повоєнного трудового тилу. Нелюдський величезний тягар тягнули усією такою рідженою-прорідженою чисельними мобілізаціями на фронт, героїчними й нелогічними смертями під час окупаційного режиму, примусовим вивезенням до Європи сільською громадою, беручи від землі неймовірними зусиллями зерно й городину у знесилені й такі мужні долоні, відновлюючи майже з нічого тваринництво як у якості молочарства, так і певний час у якості єдиної тяглової сили на ланах. При відступі частина господарських та житлових будинків була зруйнована фашистами, сільгоспреманент та більша частина худоби були вивезені. Відсутність пристосованих до житла приміщень призводила до того, що окремим сім'ям доводилося жити в землянках, які опалювалися соломою, соняшничинням і кукурудзинням. Люди не мали необхідної їжі, одягу, білизни-злидні й поневіряння досягали майже критичної межі. Але усі перешкоди долались передусім завдяки тому, що йшли спільно, не лишаючи нікого наодинці з бідою і випробуваннями. Укупі долалися усе, крім одного-втрати близької людини: чоловіка, сина, батька. Її неможливо було розділити ні з ким. І носили в собі ті жінки безмежну тугу, прокидались від незрозумілої для хліборобських душ тривоги, чайкою кричали, чекаючи і до останнього сподіваючись на повернення, ховалися в погребі, в сараї, що ніхто не чув їх плачу-плачу за коханим, за найріднішою найріднішою людиною… Параска Луківна П'ятак, Олександра Григорівна Дмитренко, Варвара Михалівна Скороход, Марія Яківна Дмитренко, Ольга Яківна Рудна, Віра Захарівна Кузьменко, Олександра Іванівна Тарасенко, Наталія Федорівна Демченко, Ганна Филимонівна Заєць, Парасковія Василівна Бараненко, Марія Григорівна Норка, Наталія Купріянівна Норка, Ольга Дмитрівна Нікітченко, Меланія Гнатівна Петренко, Парасковія Тихонівна Сірокурова, Мотрона Федорівна Степаненко, Килина Йосипівна Потоцька, Марія Семенівна Моргунець, Олена Василівна Дейнека та багато-багато інших-їм випала складна доля солдатської вдови: війна, раптово увірвавшись у селянське життя, забрала з хати годувальників, дорогих серцю людей, батьків їх дітей. Про кожну з них можна розповідати багато. І буде це бентежна повість про невмируще кохання, жіночу вірність, відданість материнському і громадянському обов'язку. Нелегка доля випала їм, у них на вихованні залишилися діти і всю свою жертовну любов і безмежну ласку вони віддали їм-і таким рідкісних хвилин, вільних від тяжкої щоденної роботи у господарстві, на це вистачило! У дуже суперечливих умовах почалась відбудова виробництва. В межах відновлення роботи партійних осередків і сільської ради представники комуністичної партії очолили роботу по розвитку господарств та реставрацію житлового фонду.
Не менш самозречено відроджувалися веробничі процеси і в радгоспі імені Молотова. Весь тягар ліг на плечі жінок, які у відсотковому відношенні складали більшість працездатних мешканців. Саме вони у цей період на відновлених тракторах ХТЗ «Універсал» забезпечували усі механізовані роботи на полях радгоспу. Трактористами працювали Дарина Іванівна Савлучинська(в радгоспі-з початку заснування), Любов Сергіївна Гуріна, Палажка Семенівна Босенко, Улянна Архипівна Голуб, Галина Петрівна Грицун, Ольга Леонтіївна Коршун. У кузні господарювали звільнені від мобілізації на фронт Марко Телюк та Антон Микитович Нікітчинко. На різних ділянках радгоспного виробництва були задіяні понад 230 осіб-перед ними стояли певні задачі щодо якнайшвидшого досягнення показників аграрного виробництва довоєнного рівня. Директиви комуністичної партії, імідж якої в очах людей як переможниці найлютішого ворога-нацизму-постійно поліпшувався, набували все жорстокішого значення по відношенню до селянства. Партія постійно прагнула забезпечити свій тотальний контроль над усіма сферами сільськогосподарського виробництва та життя на селі, дедалі більше віддаючи перевагу в кадровій політиці своїм довіреним особам-перевіреним комуністам. І дуже часто це шкодило виробничим інтересам, розколювало сільську громаду на «чистих» і «нечистих», перешкоджало службовому просуванню професійних, ділових, але безпартійних чи «заплямованих» полоном, передвоєнним засланням, працею на німців людей. Звитяжне закінчення у травні 1945 р. найважливішого етапе Другої Світової Війни-воєнних дій на радянсько-германському фронті-тільки посилило тиск по відношенню до окремих верств народу. Адже Велика Перемога стала не тільки епохальною межею загальновизначного прояву любові і пам'яті народної про тих, хто не повернувся з жорстоких боїв, хто назавжди увійшов у безсмертя, а й гострою політичною гранню, якою безкомпромісно було ростято і мирне сільське населення: у своїй страшній безвиході працювати під час окупації на фашистську Німеччину. Поступово, долаючи цілу низку перевірок у радянських спецтаборах, поверталися в Золотухи, Остапівку та Тарасенкове юнаки та дівчата, яких насильно було вивезено до окупованою Європи. Ще повільніше приїжджали і сільські фронтовики. І з кожним вороттям, умитим щасливими сльозами, ставало більше міцних чоловічих рук, які були так необхідні для виконанні складних завдань IV трудової п'ятирічки 1946—1950 рр. Вони, демобілізовані воїни, зобов'язувалися перед партією і працювати по-фронтовому над сталим відродженням сільського господарства. З липня 1945 р. до керівництва радгоспом став Федір Юхимович Мисяк. Працював до травня 1947 р. Головою Золотухинської сільською ради в цей час був Йосип Михайлович Ярмош, з червня 1946 р. по січень 1948 р.-Яків Іванович Скороход. Події розгорталися за сценарієм трагічного 1933 року. І хоча людські втрати від голоду 1946—1947 рр. були меншими ніж від Голодомору 1932—1933 рр., страждання і смерть селян та їх дітей були такими ж жахливими. У другій половині 1947 р. радгосп очолив Трохим Петрович Полтарацький, котрий працював на цій посаді до 1949 р. З серпня 1949 р. по січень 1961 р. радгосп Молотова очолює Володимер Кузьмович Савенко. Золотухинською сільською радою по квітень 1949 р. керує Іван Кіндратович Заєць, потім по січень 1950 р.-Павло Трохимович Хоменко, з квітня 1950 р. по квітень 1956 р. головою працює Яків Іванович Скороход, який змінив на цій посаді Петра Панасовича Пашка. Важкими, позначеними виснажливою працею та матеріальними нестатками були повоєнні роки. Працелюбність, патріотизм, ентузіазм і надзвичайне терпіння зробили, здавалося, неможливе.. Війна з її страхітливими жертвами залишалася позаду, повоєнні труднощі здавалися для односельців тимчасовим явищем, не такими уже й страшними в порівнянні з трагічними буднями війни. Попереду були надії, що зі здобутою перемогою країна не скидатиметься на обложену фортецю, відпаде необхідність постійно зосереджувати ресурси на воєнних потребах, уряд дбатиме про добробут свої громадян. Ось чому зі щирою радістю сприймався кожний крок до цього життя. В ті роки кожен знав: щоб краще жити, треба краще працювати. І ці слова звучали не гаслом, не закликом. Це булу абсолютна істина. Іншого шляху до добробуту як через працю — щоденну, напружену, важку й зважену — в людей не було. Велике увага в радгоспі в той період приділяється як виробництву, так і громадському будівництву. Цьому значній мірі сприяло введення в експлуатацію цегельного заводу, який розташовувався за озером на Косинщині і успішно діяв до 1961 р. Керівником виробничого процесу був товариш Дранов. Робітники — Сергієнко І. К., Пихтін Г. Ф., Корнієнко П. А., Скороход І. В., Кривохижа Г. О. Волами завозив глину односелець Шабля. Після трагічної смерті Дранова керувати роботами став Григорій Миколайович Вітченко, який до того працював на цегельному заводі в Оржиці. Як одного з кращих фахівців його було запрошено в Тарасенкове. Разом з ним працювали Бараненко Б. Г., Боженко М. Л., Підгора Л. Т., Слинко Т. В. Спочатку заводську піч топили соломою, згодом — вугіллям. Трактором Тарасенко О. П. приводив у дію вентилятор, який подавав повітря в піч. Близько 70 тис. цеглин випалювались протягом 4—6 діб. Наявність власного будівельного матеріалу сприяла швидкій розбудові сіл. І в Тарасенковому, і Золотухах, і в Остапівці мешканцям виділялися невеликі земельні ділянки, на яких будівництво велося громадським способом, за участю родичів та сусідів, котрі допомагали один одному. Особливого піднесення цей процес набув у 50—60-х роках. За короткий час у селі з'явилися цілі оновлені вулиці. Так продовжувалися коронні родинні прізвища Норків, Семененків, Ярмошів, Кривохиж, Дмитренків, Скороходів та інших, які були найбільш розповсюдженими на цих землях. Дирекцією радгоспу приділяється значна увага розвитку тваринництва. На молочтоварній фермі успішно працюють Мина Михайлович Коршун, Іван Лікандрович Телюк, Петро Герасимович Тилюк, сестри Ганна Петрівна Ткаченко та Варвара Петрівна Мартиненко, Ганна Федорівна П'ятак та інші старанні працівники. Значні зусилля спрямовуються на подальше відродження свинарства — основної спеціалізації відродження свинарства — основної спеціалізації виробництва. На роботах у радгоспі зайнято 369 робітників, але відродження сталої діяльності господарства та виконання поставлених державою завдань потребували значного прискорення та подальшого нарощування виробничих темпів. Саме тому керівництво проводить залучення сторонніх працівників із Сумської області. На запрошення в Тарасенкове приїжджають сімнадцять сімей, частина з яких невдовзі повернулася назад. Серед тих, хто залишився та в подальшому плідного працювали були: Хима Лазарівна Солошенко, Дмитро Павлович Лях, Михайло Прокопович Демещенко, брати В'ялкови — Тимофій Іванович та Олексій Іванович, Кость Олексійович Гончаров, Палажка Аврамівна Кібала, Федір Васильович Бурик, Федір Рудніченко, Федір Якович Тонкошкур. І все ж на початку 50-х років низька продуктивність радгоспного виробництва залишається. Поворотним пунктом у розвитку сільського господарства став вересень 1953 р., коли в країні були ініційовані значні зміни в аграрній політиці держави. Основні заходи були спрямовані на підвищення матеріальної зацікавленості господарств, збільшення державних асигнувань на потреби села, поліпшення технічного і кадрового забезпечення. З січня 1954 р. почали діяти постійні погектарні норми поставок тваринницької продукції, заборгованість минулих років було списано, також були зменшені поставки овочів і картоплі. Частину продуктів селяни продавали державі у порядку закупок через заготівельні організації. В 1953—1958 рр. заготівельно-закупівельні ціни зросли на зерно — у 7 разів, на картоплю — у 8, на продукти тваринництва — у 5,5 рази. Скасовано обов'язкові поставки сільськогосподарських продуктів із колгоспних дворів, удвічі знижені податки з присадибних господарств. У 1958 р. встановлені єдині закупівельні ціни на сільськогосподарську продукцію, диференційовані по зонах країни. Господарства отримали право, з урахуванням планів заготівель і закупок, визначити розмір посівних площ під певні культури, кількість худоби, самостійно використовувати власні ресурси, впроваджувати щомісячне авансування робітників. Саме в цей період радгосп очолює Володимир Кузьмович Савенко, людина, яка змогла ініціювати розвиток господарства на всіх напрямах: передчуттям оновлення було насичено все. Вартісність його доробку-в конкретності, в конструктивності, в тих майже п'яти тисячах днів-понад 12 років він керував господарством,-які приносили радгоспникам відчуття єдності і впевненості у майбутньому, у виконанні виробничих та соціальних планів. Так, в 1956 р. в радгоспі було запущено в експлуатацію електростанцію з двома потужними двигунами, яка змінила попередню невелику: з 1947 р. працювала електростанція, яка забезпечувала роботу верстатів. Її обслуговували Хворостенко П. С., пізніше-Корнієнко І. Ф., Дерев'янко Г. І. Значна увага, приділяється будівництву житла, господарських будівель. В 1954 р. здано два одноквартирні, три двоквартирні та один восьмиквартирний будинки, пізніше побудовано дитсадок і майстерню. В 1956 р. збудовано двоквартирний будинок, телятник, вагову, відкрито нову їдальню, запрацювала водонапірна вежа, по селу активно прокладається водопровід. З 1958 по 1960 рік побудовано сім одно- і двоквартирних будинків, ветеринарну аптеку, корівник, дві вагові. Одними з кращих будівельників були Павловський О. С., Петрик В. І., Бондаренко В. Т., Шостак Т. М., Дворніков І. І., Комбаров Я. В. Наскільки потрібно було бути далекоглядним, розуміючи значення і роль мистецтва в житті людини керівником, щоб всього через 12 років після закінчення такої тяжкої війни, коли ще продовжувалася необхідна відбудова господарства, розпочати в Тарасенковому кращого на той час у районі Будинку Культури. Місце для будівництва було обрано в центрі села. За короткий час, враховуючи що доставка будівельних матеріалів та необхідних комплектуючих здійснювалася з різних куточків України, до дня 40-річчя великої Жовтневої Соціалістичної Революції, він гостинно відчинив двері: красень-будинок із залою на 320 місць, 3 кімнати для роботи гуртків художньої самодіяльності, костюмерна, кімната для бібліотеки, кімната для стаціонарної кіноустановки, радіовузол. За кошти господарства було закуплено багато різних музичних інструментів, сценічні костюми для учасників художньої самодіяльності. Частину декорацій для сцени виготовляли власними силами. І запалав такий яскравий і бажаний вогник культурного життя. Після напруженого робочого дня люди поспішали до Будинку Культури. Працювали драматичний, хоровий, танцювальний гуртки. Діяв інструментальний чоловічий та жіночий ансамблі, духовий оркестр, без якого не проходив жодний захід. І молодь, і краяни похилого віку брали активну участь у розвитку художньої самодіяльності. Роботою радіовузла добросовісно опікувався Г. І. Бурий, бібліотеки-К. О. Таран. Активним учасниками інструментального ансамблю були Єфрем Іларіонович Слинько, Микита Семенович Даценко, Микола Іванович Лазаренко, Василь Йосипович Москалець, Василь Петрович Грицун, Ганна Сергіївна Рахманова, Яків Володимирович Комбаров, Микола Тимофійович Підгора і багато інших, котрі володіли грою на декількох музичних інструментах. Драматичний гурток готував та здійснював постановку поширених на той час п'єс: «Назар Стодоля», «Наталка Полтавка», «Шельменко денщик». До програми концертів входили популярні російські та українські пісні, танцювальні постановки, музикальні твори, гуморески.
12 червня 2020 року, відповідно до розпорядження Кабінету Міністрів України № 721-р «Про визначення адміністративних центрів та затвердження територій територіальних громад Полтавської області», село увійшло до складу Оржицької селищної громади.
19 липня 2020 року, в результаті адміністративно - територіальної реформи та ліквідації  Оржицького району, село увійшло до складу новоутвореного Полтавського району.

## Політика

### Парламентські вибори, 2019
На позачергових парламентських виборах 2019 року у селі функціонувала окрема виборча дільниця № 530662, розташована у приміщенні будинку культури.
Результати
- зареєстровано 442 виборці, явка 69,68%, найбільше голосів віддано за «Слугу народу» — 43,23%, за Всеукраїнське об'єднання «Батьківщина» — 11,88%, за «Опозиційну платформу — За життя» — 11,22%.[4] В одномандатному окрузі найбільше голосів отримав Фахраддін Мухтаров (самовисування) — 34,45%, за Анастасію Ляшенко (Слуга народу) — 22,74%, за Олексія Баганця (Всеукраїнське об'єднання «Батьківщина») — 11,04%[5].

## Економіка
- СТОВ "Агрофірма"Оржицька"
- Молочно-товарна ферма.

## Об'єкти соціальної сфери
- Тарасенківська ЗОШ І-ІІ ступенів
- Будинок культури, збудований в 1957 році
- Тарасенківська сільська бібліотека[6]
- Тарасенківський ДНЗ «Калинка»
- Дитячий майданчик
- Два продуктових магазина
- Два господарських магазина
- Кафе «Берізка»
- Два спортивних майданчики
- Стадіон «Колос»
- Відділення Укрпошти 37734

## Галерея
|  |
|  |

|  |
|  |

|  |
|  |

|  |
|  |

|  |
|  |

|  |
|  |

|  |
|  |

|  |
|  |

|  |
|  |

|  |
|  |